# Joseph Abasq
Joseph Abasq, né le 10 mars 1923 à Guipronvel (Finistère) et mort le 20 décembre 2006 à Nantes, est un écrivain français. 

## Biographie
Dans les années 1950 et 1960, il est professeur d'anglais et de breton principalement à Nantes et participe à l'élaboration d'émissions de radio avec Charles Le Gall. 
Il a beaucoup écrit en langue bretonne dans la revue Brud Nevez, principalement des nouvelles et des traductions : sonnets de Shakespeare et, du gallois : Cafflogion de R. Gerallt Jones (cy) et Treid daouhualet de Kate Roberts, ainsi que Largo desolato, une pièce de Václav Havel. 